# Thraulodes humeralis
Thraulodes humeralis är en dagsländeart som beskrevs av Navás 1935. Thraulodes humeralis ingår i släktet Thraulodes och familjen starrdagsländor. Inga underarter finns listade i Catalogue of Life.